# 德雷克斯維爾鎮區 (愛荷華州戴維斯縣)
德雷克斯維爾鎮區（英語：Drakesville Township）是位於美國愛荷華州戴維斯縣的一個行政鎮區。

## 地方資料
根據2010年美國人口普查的數據，德雷克斯維爾鎮區的面積為31.27平方千米，當中陸地面積為31.24平方千米，而水域面積為0.03平方千米。當地共有人口457人，而人口密度為每平方千米14.61人。